# Rancho Nuevo (Hidalgo)
Rancho Nuevo es una localidad de México perteneciente al municipio de Almoloya en el estado de Hidalgo.

## Geografía
A la localidad le corresponden las coordenadas geográficas 19° 44’ 51.103” de latitud norte y 98° 16’ 47.382” de longitud oeste, con una altitud de 2786 m s. n. m. Se encuentra a una distancia aproximada de 17.76 kilómetros al noreste de la cabecera municipal, Almoloya.
En cuanto a fisiografía se encuentra dentro de la provincia del Eje Neovolcánico dentro de la subprovincia de LLagos y Volcanes de Anáhuac; su terreno es de lomerío. En lo que respecta a la hidrología se encuentra posicionado en la región Panuco, dentro de la cuenca del río Moctezuma, en la subcuenca de la laguna de Tochac y Tecocomulco. Cuenta con un clima templado subhúmedo con lluvias en verano, de humedad media.

## Demografía
En 2020 registró una población de 577 personas, lo que corresponde al 4.60 % de la población municipal. De los cuales 282 son hombres y 295 son mujeres. Tiene 189 viviendas particulares habitadas.
| Gráfica de evolución demográfica de Rancho Nuevo entre 1950 y 2020                           |
|                                                                                              |
| Población de los censos y conteos del Instituto Nacional de Estadística y Geografía (INEGI). |

## Economía
La localidad tiene un grado de marginación alto y un grado de rezago social bajo.